# Осока трясучкова
{{#ifeq:0|0|{{#if:|{{#if:Carexbrizoides|[[]}}|}}}}
Осока́ трясучкова, осо́ка трясучкоподі́бна (Carex brizoides) — багаторічна рослина родини осокових. Кормова, декоративна і волокниста рослина.

## Опис
Трав'яниста рослина 30—60 см заввишки з довгим повзучим кореневищем, на якому рядами розміщені стебла. Стебло тригранне, без вузлів, тонке, звичайно пригинається до землі, при основі з світло-бурими, часто безлистими піхвами. Починаючи з середини стебло гостро-шорстке. Листки довші від стебел, світло-зелені, 2—3 мм завширшки, піхви замкнені, без язичка. Листки розміщені на стеблі в три ряди.
Квітки одностатеві, непоказні, без оцвітини, в колосках, зібраних по 5—8 у верхівкове суцвіття. Колоски бліді, жовтуваті або зеленуваті, довгасті, часто зігнуті, зібрані в пухкий довгастий колос (10—20 мм завдовжки). Кожен колосок розміщений у пазусі покривної луски. Колоски двостатеві, при основі з тичинковими квітками. Тичинкові квітки з однією покривною лускою і трьома тичинками. Маточкові квітки складаються з покривної луски і однієї маточки, замкненої в так званий мішечок — приквіток, що зрісся краями до верхівки. Мішечок на верхівці звужений у носик, через вузький канал якого з мішечка висовується довгий стовпчик з двороздільною приймочкою. Зав'язь верхня. Мішечки ланцетні, зелені, з невиразними жилками, по краях вузько-крилаті, шорсткі. Носик довгий, глибоко-розщеплений, зазубрено-крилатий. Плід — тригранний горішок.

## Екологія
Росте осока трясучкова в листяних, рідше мішаних лісах, на вирубках, прогалинах. Тіньовитривала рослина. Цвіте у травні — червні. Поширена і заготовляють у західному Поліссі.

## Застосування
Кормова, декоративна і волокниста рослина. Дає багато зеленої маси і використовується для заготівлі сіна і силосу. Відносно довге і м'яке листя осоки трясучкової придатне для набивки матраців, подушок та на підстилку тваринам.
Зарості її досить декоративні завдяки лежачому листю, що утворює суцільний килим. Вона придатна для створення газонів під зрідженими деревами на вогких, родючих ґрунтах у парках і лісопарках.